# أنتوني شيرمان
أنتوني شيرمان (بالإنجليزية: Anthony Sherman) هو لاعب كرة قدم أمريكية أمريكي، ولد في 11 ديسمبر 1988 في نورث أتلبورو في الولايات المتحدة.

## وصلات خارجية
- أنتوني شيرمان على موقع مرجع كرة القدم المحترفة.كوم (الإنجليزية)